# Referendum w Albanii w 1994 roku
Referendum w Albanii w 1994 roku – referendum ogólnokrajowe w sprawie przyjęcia projektu nowej konstytucji opublikowanego 6 października, która zwiększała władzę prezydenta. Referendum odbyło się 7 października 1994.

## Wyniki
| Wybór          | Głosy     | %     |
| -------------- | --------- | ----- |
| Za             | 699 245   | 43,62 |
| Przeciw        | 903 630   | 56,38 |
| Głosy nieważne | 73 958    | –     |
| Razem          | 1 676 833 | 100   |
| Frekwencja     | 1 985 986 | 84,43 |
| Źródło:        |           |       |